# Новокієнка
Новокіє́нка (каз. Новокиенка) — село у складі Жаксинського району Акмолинської області Казахстану. Адміністративний центр Новокієнської сільської адміністрації.
Населення — 615 осіб (2021; 723 у 2009, 922 у 1999, 970 у 1989).
Національний склад станом на 1989 рік:
- українці — 60 %.